# Joanne Eccles
Joanne Eccles est une voltigeuse britannique née le 16 février 1989. Concourant aussi bien en individuel qu'en Pas de deux, elle a remporté plusieurs médailles européennes et mondiales dans les deux disciplines, et notamment trois titres de championne du monde en individuel en 2010, 2012 et 2014. Elle participe aux compétitions de Pas de deux le plus souvent avec sa sœur Hannah, avec laquelle elle a notamment remporté un titre de vice-championne du monde dans la discipline en 2012 et une médaille de bronze aux Jeux équestres mondiaux de 2014. En 2014, elle est classée numéro 1 mondial dans la discipline en individuel,.